# Balade (Prljavo kazalište)
Balade su službena kompilacija hrvatskog rock sastava Prljavo kazalište, koju je za srbijansko tržište 1998. godine objavio beogradski izdavač Hi-Fi Centar. Kompilacija sadrži izbor pjesama od albuma Heroj ulice iz 1981. do albuma Devedeseta iz 1990.

## O albumu
Ova kompilacija je jedno od prvih legalnih diskografskih izdanja Prljavog kazališta koje je objavljeno u Srbiji u periodu nakon Domovinskog rata i uz kompilaciju Hitovi, koju je iste godine objavio isti izdavač, pruža solidan izbor pjesama iz predratne diskografije sastava.

## Popis pjesama
1. "Ma kog' me Boga za tebe pitaju"
2. "Na Badnje veče"
3. "Moj bijeli labude"
4. "Heroj ulice"
5. "Iz nekih starih razloga"
6. "Zbogom dame, zbogom prijatelji"
7. "Oprostio mi Bog, mogla bi i ti"
8. "Vlakovi"
9. "... (mojoj majci)"
10. "449 (svaki put kad odlaziš)"
11. "Korak od sna"
12. "Čini mi se"